# L-苏糖酸镁
L-苏糖酸镁是L-苏糖酸的镁盐，分子式为Mg(C4H7O5)2。
在其动物实验中发现，摄入苏糖酸镁可以改善记忆力，减轻阿尔茨海默病的临床表现。